# Saint-Véran
Saint-Véran är en kommun i departementet Hautes-Alpes i regionen Provence-Alpes-Côte d'Azur i sydöstra Frankrike. Kommunen ligger  i kantonen Aiguilles som ligger i arrondissementet Briançon. År 2022 hade Saint-Véran 165 invånare.

## Befolkningsutveckling
Antalet invånare i kommunen Saint-Véran
Referens:INSEE

## Galleri

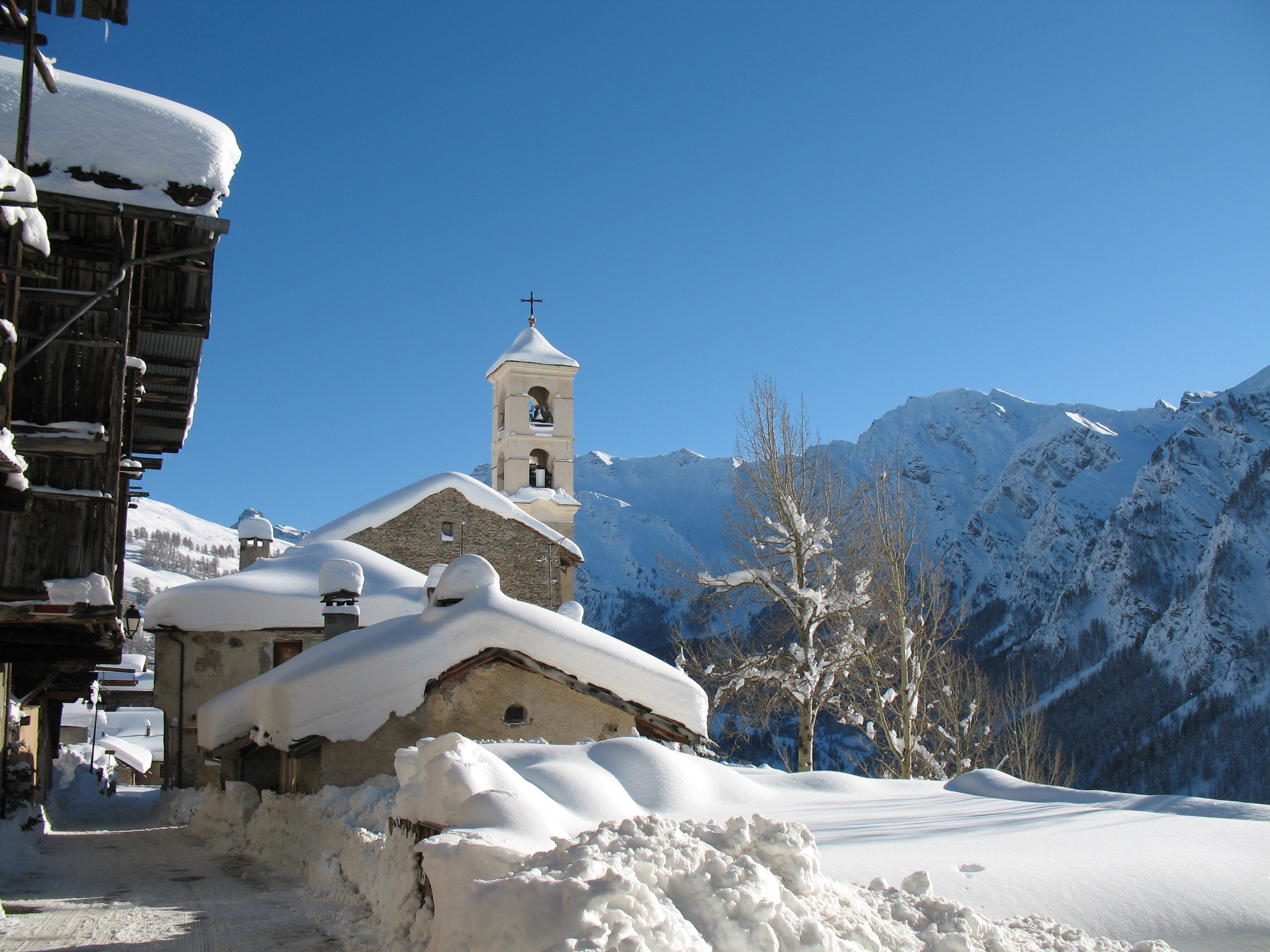
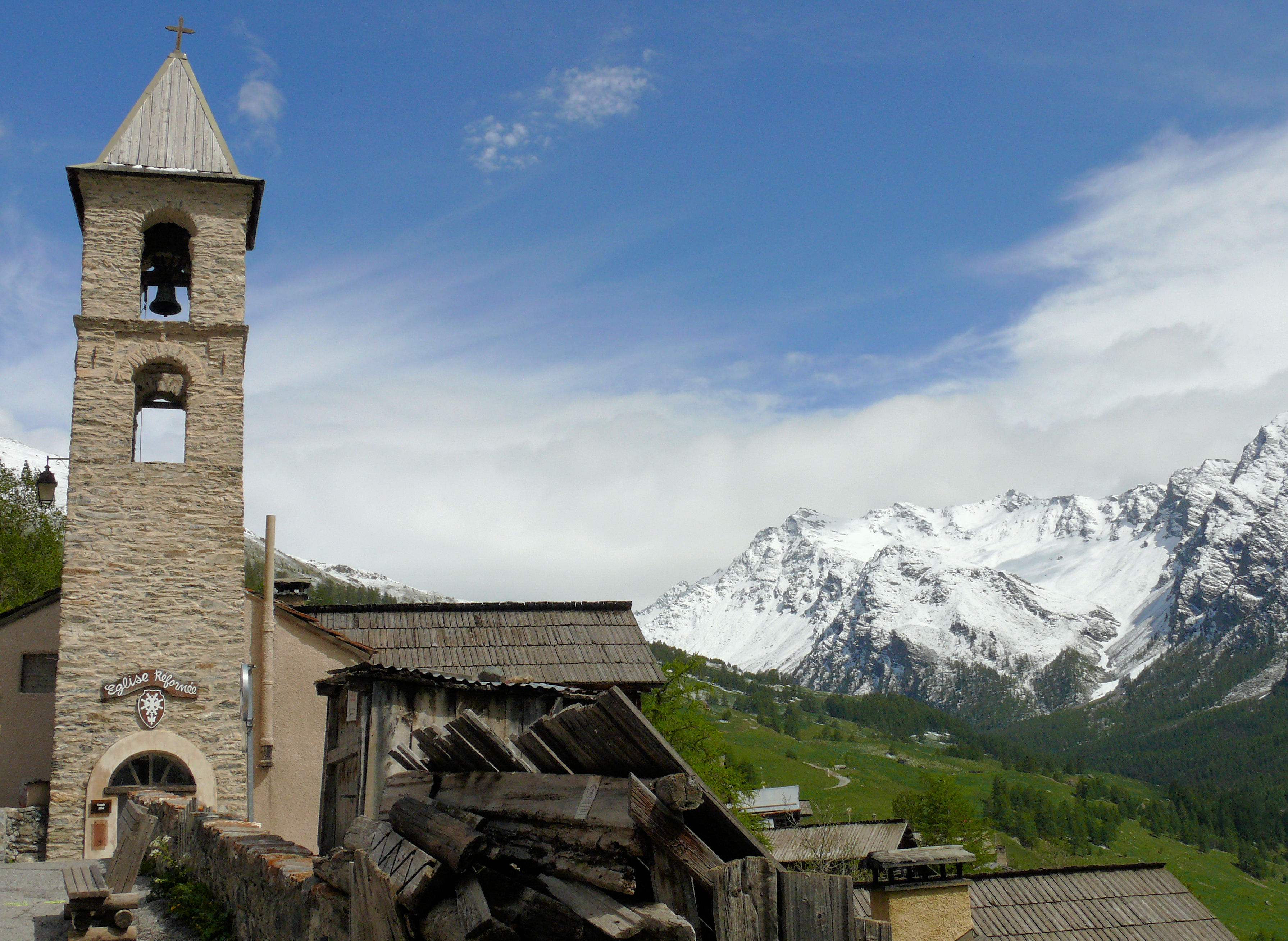
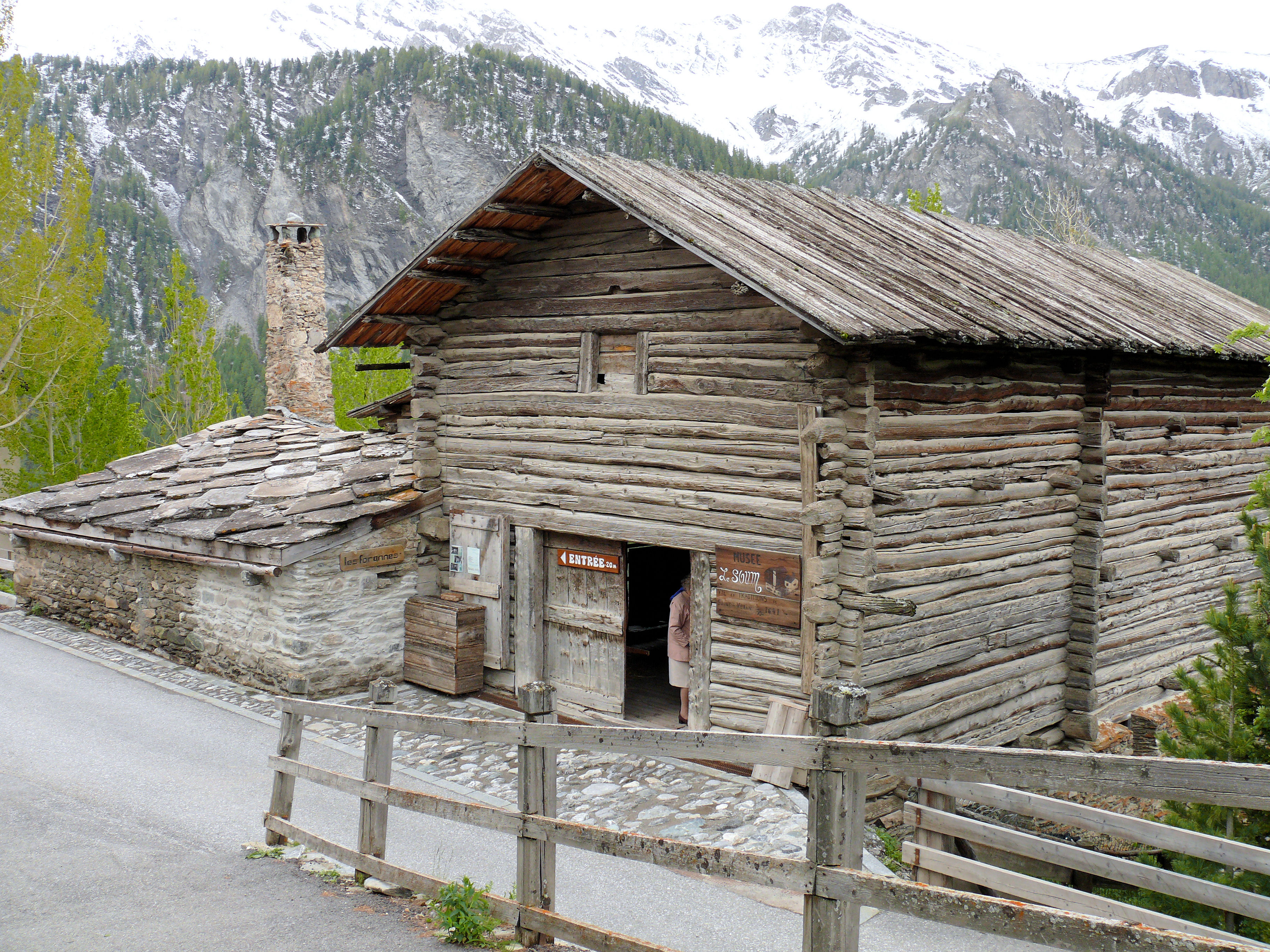
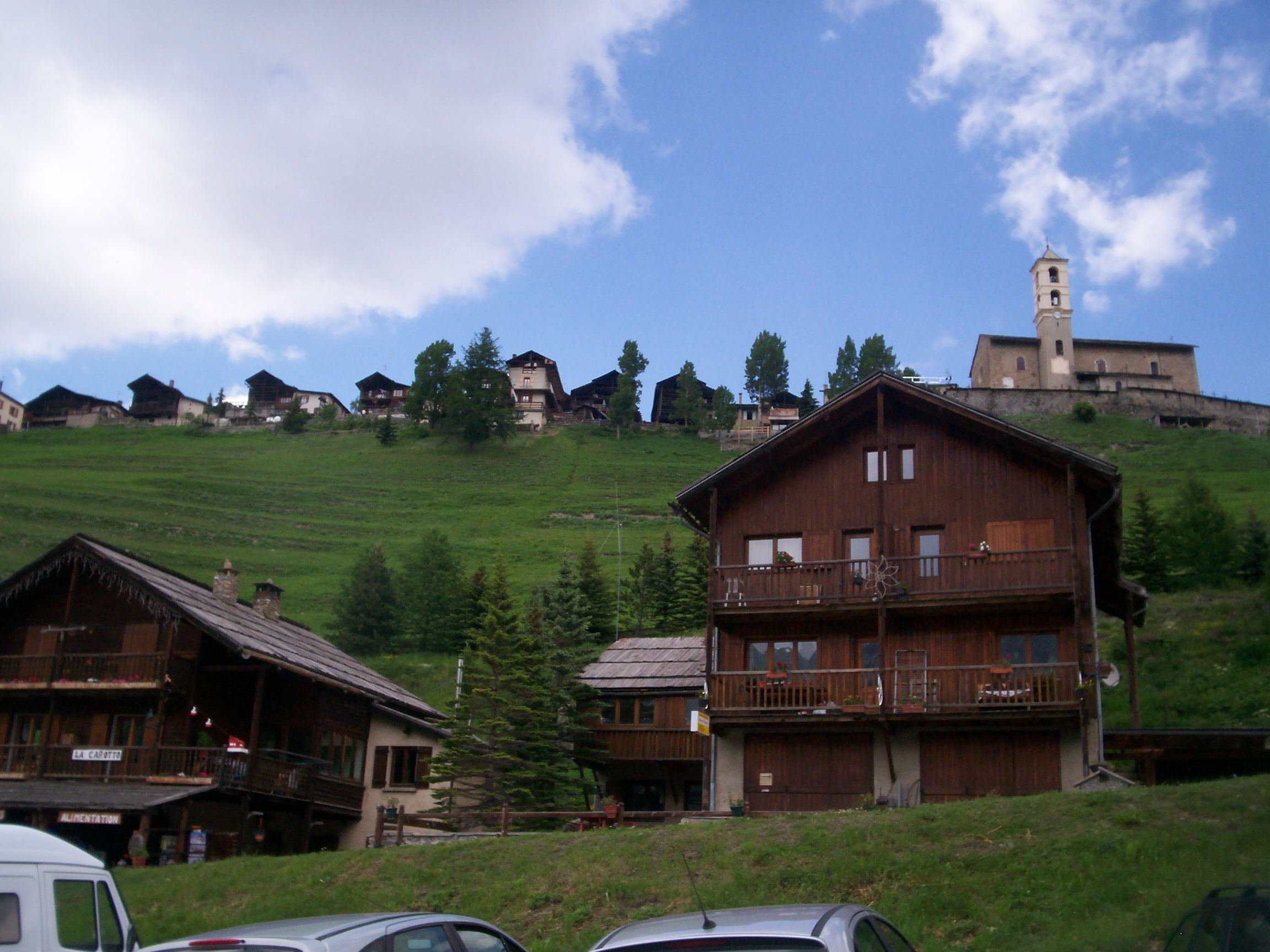
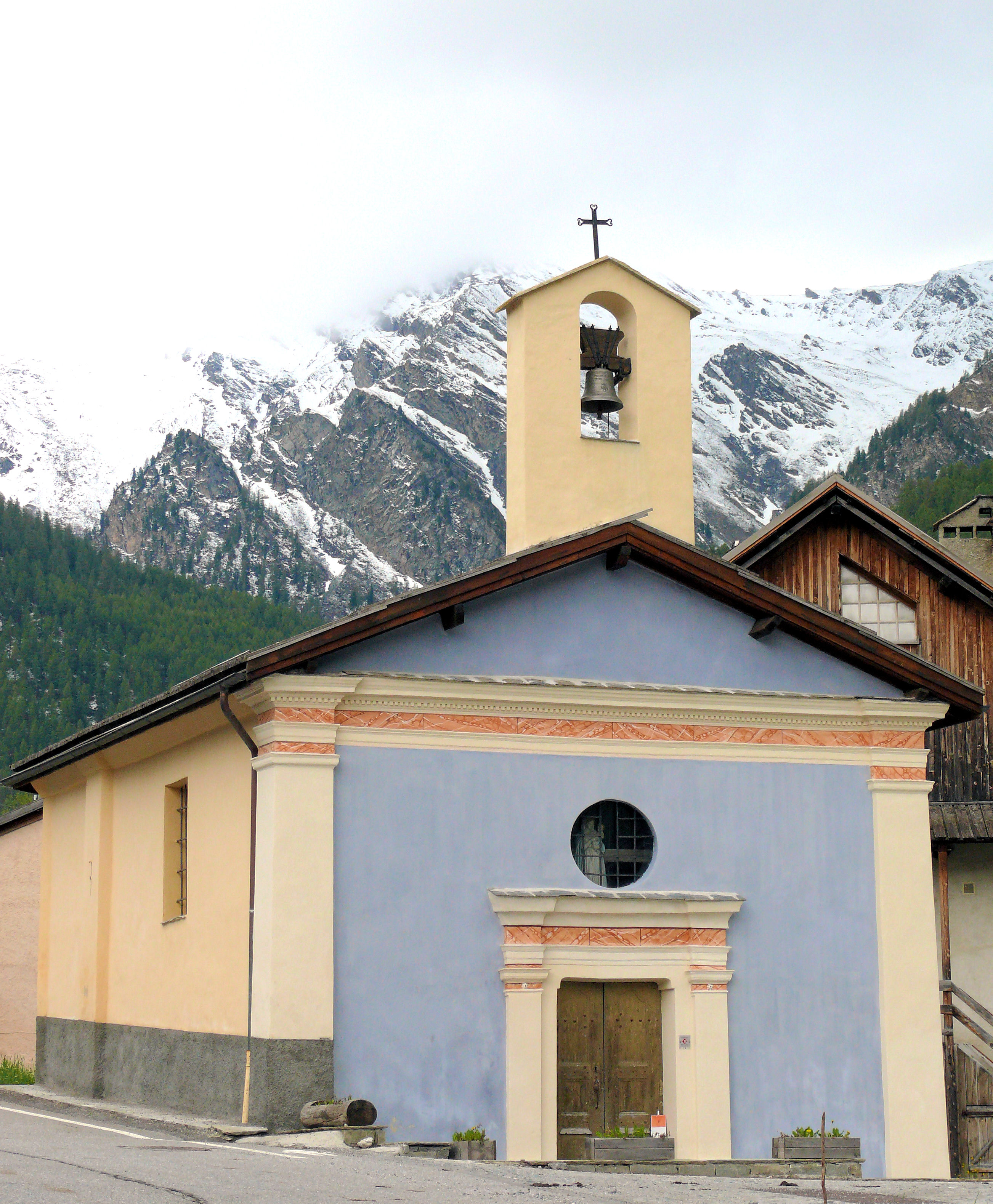
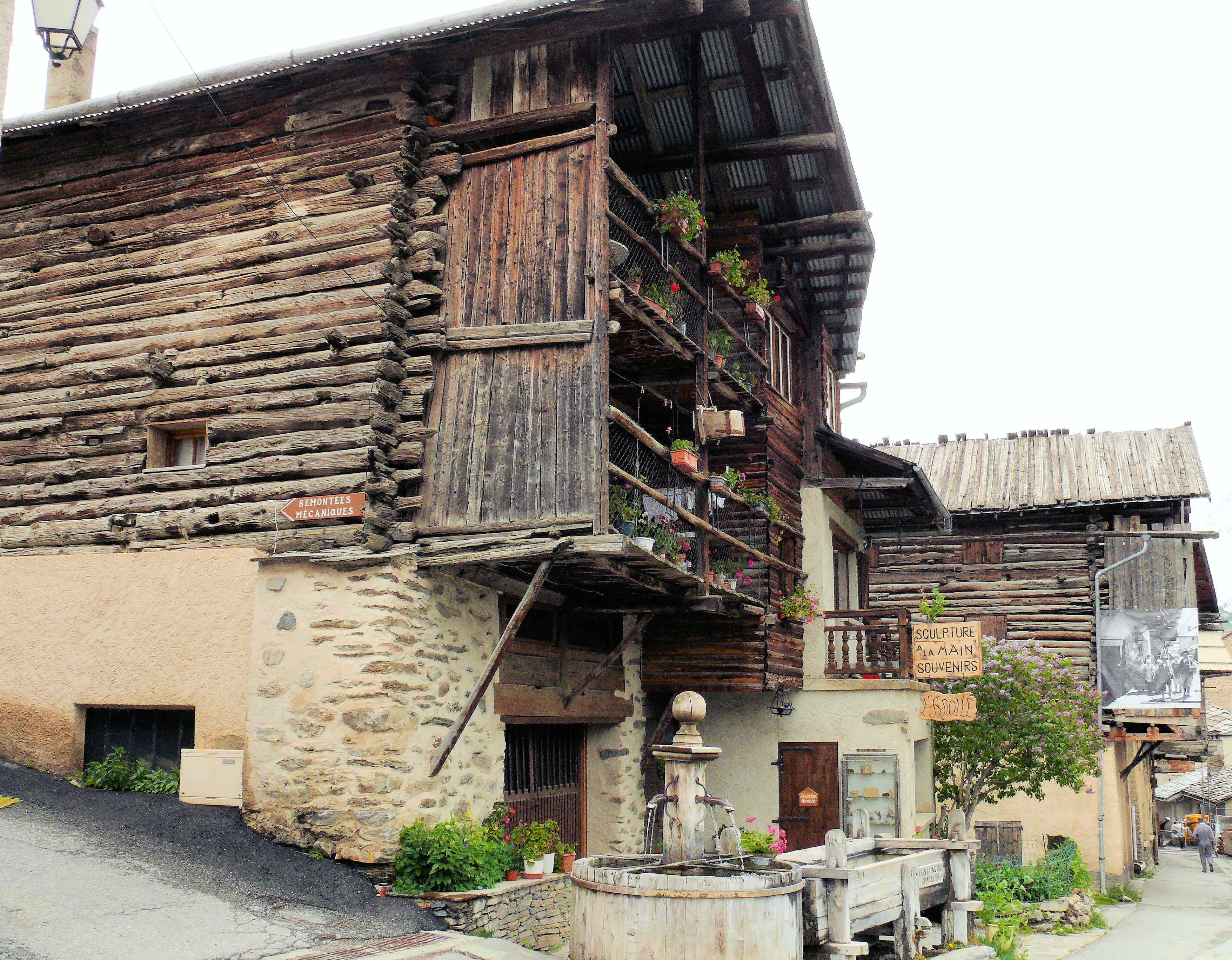